# Daniel-Kofi Kyereh
Daniel-Kofi Kyereh (sinh ngày 8 tháng 3 năm 1996) là một cầu thủ bóng đá người Ghana thi đấu ở vị trí tiền đạo cho SC Freiburg và đội tuyển quốc gia Ghana.